# Karl Brüggemann
Karl Brüggemann (* 24. Januar 1896 in Oeventrop; † 11. März 1977) war ein deutscher Kommunalpolitiker und ehrenamtlicher Landrat (CDU).

## Leben und Beruf
Nach dem Schulbesuch absolvierte er eine Lehrerausbildung und war bis 1959 im Schuldienst, zuletzt als Rektor, tätig. Er war verheiratet und hatte zwei Kinder.
Mitglied des Kreistages des ehemaligen Kreises Arnsberg war er vom 9. November 1952 bis zur Gebietsreform am 31. Dezember 1974. Vom 6. April 1961 bis zum 27. November 1969 war er Landrat des Landkreises Arnsberg. Außerdem war er von 1927 bis 1945 Mitglied des Gemeinderates der Gemeinde Oeventrop. Brüggemann war in verschiedenen Gremien des Landkreistages NRW vertreten.
1964 erhielt er das Bundesverdienstkreuz 1. Klasse.